# Chionaema borneensis
Chionaema borneensis är en fjärilsart som beskrevs av Talbot 1926. Chionaema borneensis ingår i släktet Chionaema och familjen björnspinnare. Inga underarter finns listade i Catalogue of Life.